# Gheorghe Stratulat
Gheorghe Stratulat (13 december 1976) is een voormalig profvoetballer uit Moldavië, die zijn actieve loopbaan in 2008 afsloot bij de Iraanse club Shahrdari Bandar Abbas. De middenvelder begon zijn profloopbaan in 1997 bij FC Nistru Otaci.

## Interlandcarrière
Stratulat speelde in de periode 1998-2001 in totaal zestien keer voor het Moldavisch voetbalelftal en scoorde één keer voor de nationale ploeg. Hij maakte zijn debuut voor de A-selectie op 6 juni 1998 in de vriendschappelijke wedstrijd in en tegen Roemenië, net als Ivan Tabanov, Iurie Osipenco en Ghennadi Pușca. Stratulat moest in dat duel na 56 minuten plaatsmaken voor Serghei Belous.
| Interlanddoelpunt | Interlanddoelpunt | Interlanddoelpunt     | Interlanddoelpunt | Interlanddoelpunt | Interlanddoelpunt | Interlanddoelpunt |
| #                 | Datum             | Locatie               | Tegenstander      | Goal(s)           | Uitslag           | Wedstrijd         |
| ----------------- | ----------------- | --------------------- | ----------------- | ----------------- | ----------------- | ----------------- |
| 1                 | 04/06/1999        | Leverkusen, Duitsland | Duitsland         | 76'               | 6 – 1             | EK-kwalificatie   |